# Debbie Deb
Pour les articles homonymes, voir Deb.
Debbie Deb est une chanteuse américaine de dance-pop, surtout connue dans les années 1980 pour des titres de freestyle comme "Lookout Weekend" et "When I Hear Music".

## Biographie
Debbit Deb est né à Brooklyn et grandit à North Miami Beach. Inconditionnelle de musique depuis son plus jeune âge, elle fut découverte à 16 ans par le producteur Pretty Tony chez un disquaire de Miami où elle travaillait. Le premier single qu'elle enregistra fut "When I Hear Music" qu'elle coécrit avec Pretty Tony. Sorti sur le label Jam Packed Record, cette chanson commença alors à être diffusée dans les clubs et à la radio lors de mix. D'autres succès suivirent, comme "Lookout WeekEnd", "I Wanna Work It Out", "There's A Party Going On", "I Wanna Dance," et une reprise d'un classic du chanteur Connie "Funky little Beat".
Cependant, Debbie Deb pris beaucoup de poids et souffrit d'une basse estime d'elle-même et eu beaucoup de mal à assumer sa soudaine notoriété. Elle fut abattue lorsque son label décida de ne pas mettre sa photo sur une pochette de ses albums et engagea à la place un mannequin pour posa à sa place. En conséquence de ceci, elle ne se fit que peu d'argent sur les singles suivants et fut tellement affectée par ceci qu'elle cessa de chanter durant des années, occupant par la même un poste de coiffeuse pour subvenir à ses besoins.
Après quelques années, Debbie Deb refit finalement surface dans le monde de la musique en 1995 avec son album She's Back. Vivant actuellement à Philadelphie, elle continue à travailler comme coiffeuse-styliste tout en assurant régulièrement des concerts à travers les États-Unis, notamment dans les concerts souvenirs avec des artistes comme Lisa Lisa, The Cover Girls, et Shannon. Gwen Stefani avoua avoir été influencé par Debbie Dev et, durant l'été 2006, Janet Jackson fit une reprise de "Lookout Weekend" qu'elle diffusa sur son site Internet.

## Discographie
- Lookout Weekend (1986)
- She's Back (1995)

## Samples
- Debbie Deb's song "When I Hear Music" has been sampled by many artists of today, such as: Pitbull "Fuego", Xscape "Wassup", Shauna K "Dance," Big Delph "VIP" (notable for its frequent plays on BET: Uncut) and Melissa Lujan who actually did her own cover version of "When I Hear Music"

## Reprises
- Janet Jackson released a cover version of "Lookout Weekend" as a free digital download on her website as a gift to her fans prior to the release of her album 20 Y.O..
- Daron Malakian from System of a Down has sung a part of "Lookout Weekend" live
- Black Eyed Peas remade "Lookout Weekend" with Esthero for their album Bridging the Gap, simply titled "Weekends"